# Érembert de Toulouse
Saint Érembert est un moine du VIIe siècle qui devint évêque de Toulouse.

## Biographie
Fils d'un leude (membre de la noblesse mérovingienne), Érembert serait né  à proximité du vallon du ru de Buzot au hameau de Feuillancourt en contrebas de l'actuelle commune de Saint-Germain-en-Laye ou au Pecq (Yvelines) vers 615 ou un peu plus tard sous le règne du roi Dagobert Ier (629-639).
Ensuite Érembert devint moine à l'abbaye de Fontenelle. Il y reçut l'habit bénédictin des mains de saint Wandrille (649-668).
Vers 656, le roi Clotaire III le nomma évêque de Toulouse, fonction qu'il exerça pendant une dizaine d'années avant de revenir à Feuillancourt, se libérant de la responsabilité de la charge épiscopale, ou devant quitter son poste pour des raisons politiques à la suite de remaniements de territoires.
Selon la tradition hagiographique, saint Érembert, de nouveau chez lui, mit fin miraculeusement à un incendie en dressant sa houlette devant les flammes. Il y aurait fondé un prieuré consacré à saint Saturnin.
Puis il retourna à l'abbaye bénédictine de Fontenelle en Normandie (actuelle commune de Saint-Wandrille-Rançon - Seine-Maritime)  où il passa la fin de ses jours. Il y serait mort entre 671 et 674,.
Il est présent dans le Martyrologe romain.
Des vitraux le représentent, notamment à la collégiale Notre-Dame de Poissy (vitrail « Saint Erembert ») et dans l'église Saint-Germain de Saint-Germain-en-Laye (« Saint Erembert éteint les flammes »).
Une école privée de Saint-Germain-en-Laye porte son nom, l’école Saint-Érembert.